# Tassin Hangbè
Tassin Hangbè (Ahangbe o Na Hangbe) reinó sobre el reino de Dahomey desde 1708 hasta 1711 al suceder a su hermano gemelo Akaba. No se sabe mucho sobre ella, ya que ha sido borrada en gran parte de la historia oficial de Dahomey. Las principales fuentes son tradiciones orales. Se considera que se convirtió en reina después de la repentina muerte del rey Akaba en 1708 porque su hijo mayor, Agbo Sassa, era demasiado joven. Existen diferencias sobre la duración y extensión de su reinado. Estaba a favor de Agbo Sassa en la lucha por la sucesión con Agadja; al convertirse este en rey, su historia fue borrada.

## Regente de Dahomey
Hija de Houegbadja y hermana gemela de Akaba, Hangbè tenía un hermano menor llamado Dosu que tomó el nombre de Agadja, nombre tradicional del hermano menor de gemelos.
Akaba fue rey de Dahomey hacia 1685. Falleció en la víspera de una batalla decisiva. Por ello, su hermana se hizo pasar por él para no desmoralizar a los guerreros. Tras ganar la batalla, Hangbè reemplazó a su hermano como reina pero ya bajo su verdadero nombre.
Creó un ejército de guerreras, llamado por los historiadores europeos, las Amazonas de Dahomey. Creó también una escuela para mujeres con el fin de que aprendieran los oficios tradicionalmente masculinos; veló para que hombres y mujeres participaran en los mismos trabajos.
Las tradiciones orales no están de acuerdo con lo que sucedió tras su reinado. Una versión dice que su único hijo fue ejecutado para evitar cualquier reclamación del trono, por lo que Hangbe, disgustada con la elección de Agadja y la ejecución de su hijo, se desnudó delante del consejo y se lavó los genitales para mostrar su desprecio por sus decisiones. Otras versiones cuentan que su hijo siguió con vida, pero en un discurso de Hangbe al consejo predijo la conquista europea de Dahomey.